# Membres de l'Ordre national du Québec, par ordre alphabétique A
L'article contient une liste des membres de l'Ordre national du Québec. En 2011, il y a 810 personnes en tout qui font partie de cet ordre.
| \| Listes des membres de l'Ordre national du Québec \|            |
| A B C D E F G H I J K L M N O P Q R S T U V W X Y Z Non canadiens |
| Listes des membres de l'Ordre national du Québec                  |

| Nom                         | Grade          | Année | Occupation                          |
| Johnny Ned Adams            | Chevalier      | 2006  | personnalité politique amérindienne |
| André Aisenstadt            | Grand officier | 1991  | scientifique et urbaniste           |
| Pierrette Alarie            | Chevalière     | 1997  | chanteuse classique                 |
| Jean-Victor Allard          | Grand officier | 1992  | militaire                           |
| Abbé Pierre                 | Grand officier | 1995  | Fondateur des Compagnons d'Emmaüs   |
| Jacques Amyot               | Chevalier      | 2001  | nageur                              |
| François-Albert Angers      | Officier       | 1985  | spécialiste en économie             |
| Pierre Angers               | Officier       | 1999  | administrateur scolaire             |
| Silvia Araya                | Chevalière     | 2008  |                                     |
| Léo Arbour                  | Chevalier      | 2001  | sculpteur                           |
| Madeleine Arbour            | Chevalière     | 1999  | spécialiste du design intérieur     |
| Denys Arcand                | Chevalier      | 1990  | cinéaste                            |
| Roland Arpin                | Officier       | 1999  | administrateur de musée             |
| Pascal Assathiany           | Chevalier      | 2002  | éditeur                             |
| Marthe Asselin-Vaillancourt | Chevalière     | 1990  | travailleuse sociale                |
| Marcel Aubut                | Officier       | 2006  | Avocat et gestionnaire              |
| François A. Auger           | Chevalier      | 2003  | médecin                             |
| Antoine Ayoub               | Chevalier      | 2008  | professeur                          |
| David Azrieli               | Chevalier      | 1999  | homme d'affaires                    |
| Charles Aznavour            | Officier       | 2009  | Auteur-compositeur-interprète       |